# Teatr Lalek „Zaczarowany Świat”
Teatr Lalek „Zaczarowany Świat” – były teatr lalek z siedzibą w Toruniu, działający w latach 1950–2019. Znajdował się przy ul. Szosa Chełmińska 226a.
Teatr zorganizowała w 1950 roku Janina Awgulowa. Był on przeznaczony dla dzieci w wieku przedszkolnym oraz wczesnym wieku szkolnym. W organizację teatru włączyli się mąż i siostra Awgulowej oraz rodzice dzieci uczęszczających do Przedszkola Miejskiego nr 13. Pod koniec lat 50. XX wieku Janina Awgulowa nawiązała współpracę z toruńską średnią szkołą muzyczną oraz ze studentami wydziałów artystycznych Uniwersytetu Mikołaja Kopernika w Toruniu. W 1962 roku władze Państwowego Teatru Lalki i Aktora „Baj Pomorski” podarowały teatrowi Janiny Awgulowej foteliki, których poszczególne rzędy ozdobione były po bokach poręczami w kształcie różnych zwierząt. Widownia teatru liczyła wówczas 122 miejsca.
W latach 70. XX wieku teatr został przeniesiony do Studium Nauczycielskiego.
W 1990 roku właścicielką teatru została Emilia Betlejewska. Od 2000 roku przy teatrze działało Policealne Studium Edukacji i Praktyk Teatralnych, a od 2002 roku Fundacja Pro Theatro. W 2019 roku teatr został zamknięty.